# 強烈熱帶風暴鯨魚 (2020年)
颱風鯨魚（英語：Typhoon Kujira，國際編號：2013，聯合颱風警報中心：WP152020）是2020年太平洋颱風季第13個被命名的風暴。「鯨魚」一名由日本提供，即鯨魚座。

## 氣象歷史
9月25日，一個熱帶擾動在威克島西南西海域生成，美國海軍研究實驗室給予擾動編號97W，當日上午，聯合颱風警報中心將其評級為「低」。
9月26日下午1時30分，聯合颱風警報中心將其評級提升為「中」。下午2時，日本氣象廳將其升格為熱帶低氣壓，並對其發布烈風警報。同時，台灣中央氣象局將其升格為熱帶性低氣壓，給予編號TD15。下午5時，聯合颱風警報中心將其評級提升為「高」，並對其發布熱帶氣旋形成警報。
9月27日上午5時，聯合颱風警報中心將其升格為熱帶性低氣壓，給予熱帶氣旋編號15W。上午8時，日本氣象廳將其升格為熱帶風暴，給予國際編號2013，並命名「鯨魚」。同時，中國國家氣象中心及台灣中央氣象局分別將其升格為熱帶風暴和輕度颱風。晚上8時，聯合颱風警報中心將其升格為熱帶風暴。
9月28日下午5時日本氣象廳及中國國家氣象中心將其升格為強烈熱帶風暴。
9月29日下午，聯合颱風警報中心將其升格為颱風。
9月30日凌晨5时，联合台风警报中心对鲸鱼发出最后警报。下午2時，日本气象厅認為鯨魚已轉化為温带气旋。

## 外部連結
| 太平洋颱風季             |
| 主題頁 - 專題 - 編輯指南 |

- （日語）日本氣象廳首頁 （页面存档备份，存于）
- （英文）聯合颱風警報中心首頁 （页面存档备份，存于）
- （简体中文）中國國家氣象中心首頁 （页面存档备份，存于）
- （繁體中文）臺灣中央氣象局首頁 （页面存档备份，存于）
- （繁體中文）香港天文台首頁 （页面存档备份，存于）
- （繁體中文）澳門地球物理暨氣象局首頁 （页面存档备份，存于）
- （英文）菲律賓大氣地球物理和天文管理局 惡劣天氣公告 （页面存档备份，存于）
- （泰文）泰國氣象局首頁 （页面存档备份，存于）